# 王因镇
王因镇是中国山东省济宁市兖州市下辖的一个镇。

## 行政区划
王因镇下辖王因村、西王因村、前岗村、后岗村、大辛庄村、前竹亭村、后竹亭村、苏庄村、陈家庄村、韩坡村、郑坡村、街头村、高村、梁营村、晏家村、刘家村、官庄村、长庆村、寺上村、魏庙村、孙楼村、陈庄村、店子村、戏楼村、张家村、钱家村、申街村、兴隆庄村、郭营村、史营村、前侯村、后侯村、柳沟村、吕庙村、程街村、玉皇庙村、仁祖庙村、辛集村、苗营村、东娄庄村、西娄庄村、前仁美村、西仁美村、中仁美村、后仁美村、沙河村、齐家村、娘娘庙村、周庄村、业庄村、河口村、社仓村、田庄村、丁庄村、储庄村、南许村、前韩村、后韩村、北许村、杨村矿类似居委会。